# Juan Ramón Lacadena
Juan Ramón Lacadena Calero (Zaragoza, 14 de noviembre de 1934) es un doctor ingeniero agrónomo español. 

## Biografía
Estudió en la Escuela Especial de Ingenieros Agrónomos de Madrid (ingeniería: 1956-1961, doctorado en 1963). Ha sido colaborador del CSIC, profesor de Genética en la Universidad Complutense de Madrid (UCM), catedrático de Genética en Universidad de La Laguna (1971), en la UCM (1971 - 2005) y en la maestría en Genética vegetal, de la Universidad Nacional de Rosario-INTA. 
Colaboró con la Sociedad Española de Genética (Secretario, 1973-1985; Presidente, 1985-1990). 
Ha realizado más de 100 artículos y monografías científicas relacionados con el comportamiento cromosómico dentro de la citogenética y más de 80 publicaciones relacionadas con la genética y la bioética.
Fue vocal de la Comisión Nacional de Reproducción Humana Asistida (1997) y miembro de la Sociedad Internacional de Bioética (1997). 